# おゆきさん
『おゆきさん』は、1971年4月3日から6月26日まで毎週土曜日21:30 - 22:26に、フジテレビ系の「土曜劇場」枠で放送された日本のテレビドラマ。

## 概要
身寄りのないおゆきが、仕事先の家族の愛情に見守られながら成長していく物語。原作者の塩田良平宅で住み込みで働いていたお手伝いさんがモデル。

## キャスト
- 紀比呂子
- 山村聡
- 三宅邦子
- 緒形拳
- 河原崎長一郎

## スタッフ
- 演出 - 真船禎
- 原作 - 塩田良平「おゆき抄」
- 脚本 - 井手俊郎

## 参考
- おゆきさん - テレビドラマデータベース

| フジテレビ系 土曜21:30枠（土曜劇場） | フジテレビ系 土曜21:30枠（土曜劇場） | フジテレビ系 土曜21:30枠（土曜劇場） |
| 前番組                               | 番組名                               | 次番組                               |
| ------------------------------------ | ------------------------------------ | ------------------------------------ |
| 舞妓はん                             | おゆきさん                           | 夫婦ずし繁盛記                       |